# A Whiter Shade of Pale/Lime Street Blues
A Whiter Shade of Pale/Lime Street Blues è il singolo di debutto dei Procol Harum, pubblicato nel 1967.

## Descrizione
Entrambi i brani, pubblicati in origine solo su questo 45 giri, furono nel 1997 inseriti come bonus tracks nella ristampa in cd dell'album del 1967 Procol Harum.

## Tracce
LATO A
1. A Whiter Shade of Pale (testo: Keith Reid – musica: Gary Brooker)

LATO B
1. Lime Street Blues (testo: Keith Reid – musica: Gary Brooker)

## Formazione[2]
- Gary Brooker – voce, pianoforte
- Matthew Fisher – organo, voce
- Dave Knights – basso
- Ray Royer – chitarra

## Edizioni
- Australia: Deram, DMA 1008
- Belgio: Deram, DM 13
- Brasile: Deram, 7DM 1001
- Canada: Deram, DM 7507
- Francia: Deram, 18.005
- Jugoslavia: Jugoton, SDE 8138
- Spagna: Deram, ME 323
- Stati Uniti: Deram, 45-7507